# Andrew Divoff
Andrew Daniel Divoff (født russisk: Андрей Дивов 2. juli 1955 i San Tomé) er en venezuelansk-født skuespiller. 
Hans mor er venezueler, og hans far russisk. Andy har været gift med Raissa Danilova siden 29. februar 1992. Divoff taler intet mindre end otte sprog: engelsk, spansk, italiensk, fransk, tysk,  catalansk, portugisisk og russisk. På et tidspunkt kunne han også tale rumænsk, men glemte det igen, da han ikke havde mulighed for at vedligeholde det.